# Michael Pitt
Michael Carmen Pitt (* 10. dubna 1981 West Orange) je americký herec a hudebník.

## Osobní život
Michael Pitt se narodil ve West Orange v americkém státě New Jersey jako nejmladší ze čtyř dětí. V deseti letech oznámil že by chtěl být hercem a nějakou dobu navštěvoval American Academy of Dramatic Arts. V šestnácti se odstěhoval do New Yorku.

## Kariéra

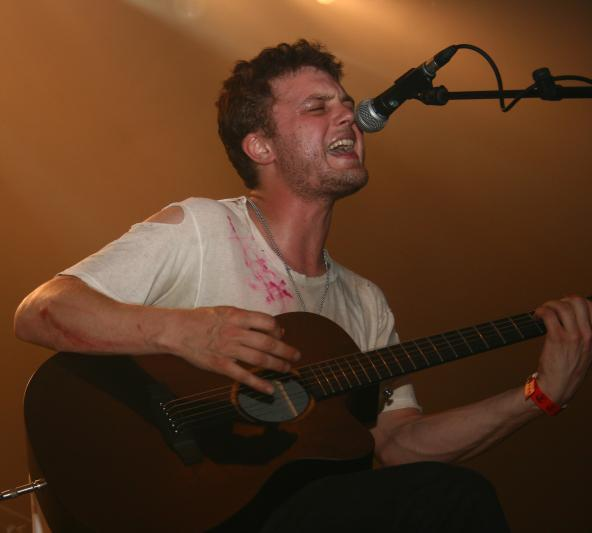
Michael Pitt na koncertě

V roce 1999 získal první větší divadelní hře, v The Trestle at Pope Lick Creek na Newyorské divadelním workshopu. Poté mu bylo nabídnuto castingovým agentem hostování v seriálu Dawsonův svět (hrál Henryho Parkera v 15 epizodách v letech 1999 až 2000). Jeho přelomová role byl milenec transsexuální rockové hvězdy ve filmu Hedwig a Angry Inch. To vedlo k vedlejší roli ve filmech Šikana, Vzorec pro vraždu a Vesnice. Ve snímku Bernarda Bertolucciho Snílci ztvárnil amerického studenta, tato role je zajímavá především jeho několika nahými scénami.
Poté si zahrál hlavní roli ve filmu Poslední dny jako rocková hvězda založená na charakteru Kurta Cobaina. Pro tento film také složil několik skladeb. V roce 1997 si zahrál ve filmu Hedvábná cesta, po boku Keiry Knightley, založeném na románu Alessandra Baricca. Hraje hlavní roli Hervého Joncoura, francouzského pašeráka hedvábí, jenž se zamiluje do japonské konkubíny. Ten samý rok také zazářil ve filmu Opilí slávou v roli mladého bezdomovce.
Pitt zpívá a hraje na kytaru ve své skupině Pagoda, která vydala stejnojmenné album u Universal music/ Ecstatic Peace. S Twins of Evil vytvořil skladbu „Hey Joe“ použitou ve Snílcích.

## Herecká filmografie
- "Duch ve stroji" (2017)
- Výchozí bod (2014)
- Sedm psychopatů (2012)
- Impérium - Mafie v Atlantic City (2010)
- Pericle il Nero(2008)
- Funny Games (2008)
- Hedvábná cesta (2007)
- Opilí slávou (2006)
- The Hawk Is Dying (2006)
- Poslední dny (2005)
- Vesnice (2004)
- The Heart Is Deceitful Above All Things (2004)
- Jailbait (2004)
- Wonderland (2003)
- Rhinoceros Eyes (2003)
- Snílci (2003)
- Vzorec pro vraždu (2002)
- Šikana (2001)
- The Yellow (2001)
- Hedwig a Angry Inch (2001)
- Osudové setkání (2000)
- Even Housewives in Minnesota Have Those Daydreams (1999)
- Dawsonův svět (1998)
- Hi-Life (1998)
- Klub 54 (1998)